# Bo Skovhus

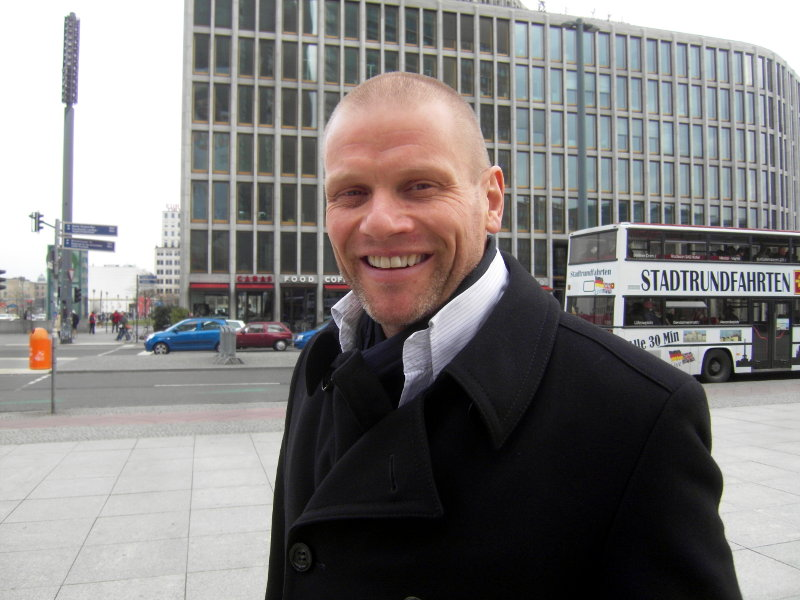
Bo Skovhus (2010)

Boje Skovhus (* 22. Mai 1962 in Ikast, Dänemark) ist ein dänischer Opernsänger (Bariton).

## Leben
Skovhus studierte am Musikinstitut Aarhus, an der Königlichen Opernakademie in Kopenhagen und in New York. Seine Karriere als Sänger begann 1988 in Wien an der Volksoper. Wien ist nach wie vor der Mittelpunkt seines künstlerischen Wirkens. Seit über 10 Jahren besteht eine enge Verbindung mit der Staatsoper, wo er regelmäßig als Gast zu hören ist. Sowohl im Musikverein als auch im Konzerthaus wird er immer wieder für Liederabende und Konzerte engagiert. 1997 wurde dem Künstler der Titel eines österreichischen Kammersängers verliehen.
Skovhus tritt an den großen Opernhäusern und mit den führenden Orchestern in Europa, Amerika und Japan auf. Daneben widmet er einen großen Teil seiner Zeit dem Liedgesang. Er zählt zu den bedeutendsten Interpreten seiner Generation und wird von allen großen Festspielen und Musikzentren der ganzen Welt immer wieder eingeladen.

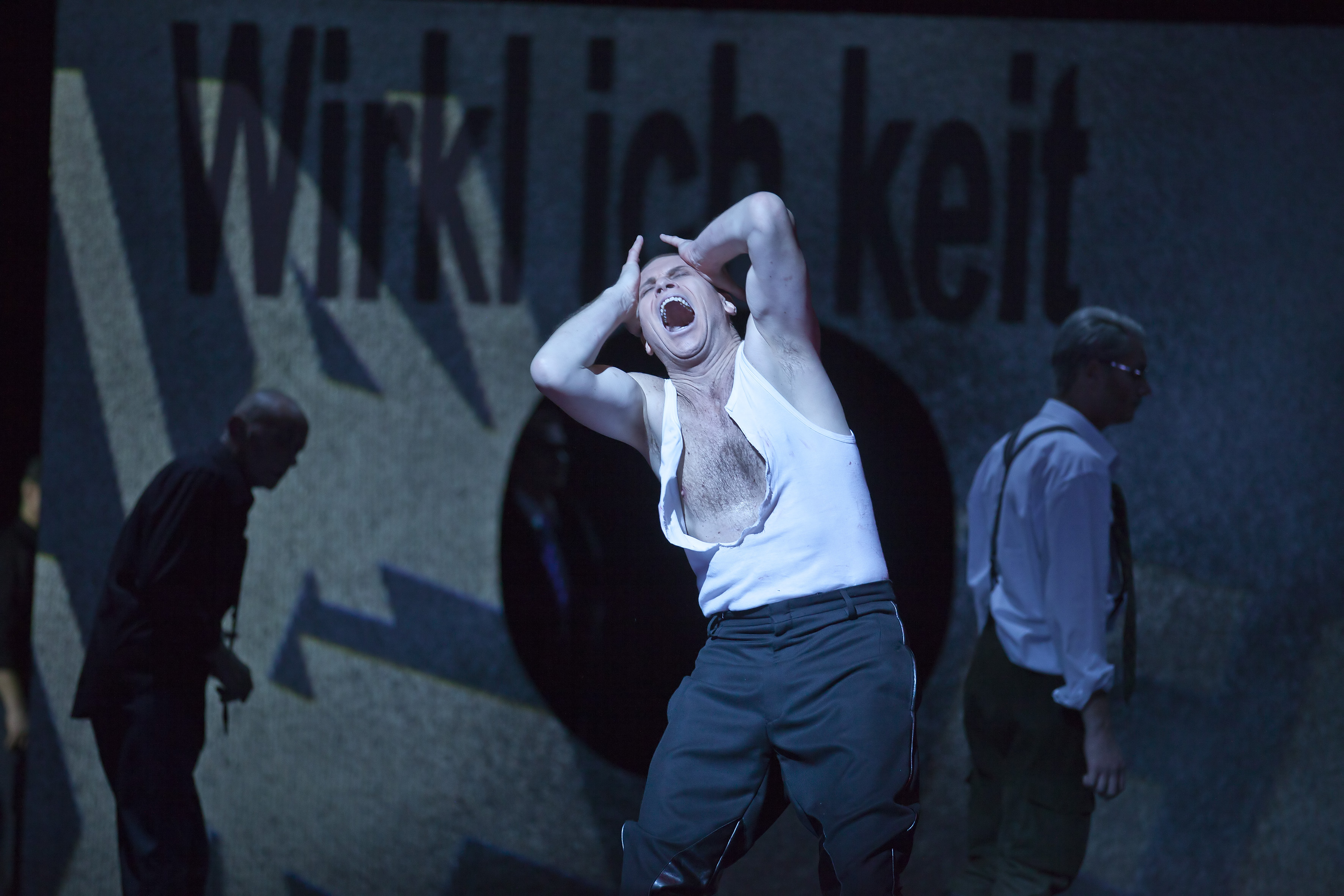
Bo Skovhus als König Lear in der Hamburgischen Staatsoper 2012; im Hintergrund Erwin Leder als Narr (links) und Lauri Vasar als Graf von Gloucester (rechts)

Sein Opernrepertoire umfasst Partien wie Don Giovanni, Graf Almaviva in Le nozze di Figaro, Guglielmo in Così fan tutte, Olivier und Graf in Capriccio, der Barbier in Die schweigsame Frau, Wozzeck, Hamlet, Billy Budd und Eugen Onegin, Jelezki in Pique Dame, Danilo in Die lustige Witwe, Eisenstein in Die Fledermaus, Wolfram in Tannhäuser, Kurwenal in Tristan und Isolde, Amfortas in Parsifal, Rodrigue in der französischen Fassung von Don Carlos sowie Frank und Fritz/Pierrot in Die tote Stadt.
2010 sang er die Titelrolle von Oberst Chabert an der Deutschen Oper Berlin (als konzertante Aufführung).
Die Schwerpunkte seines umfassenden Konzertrepertoires liegen bei den Werken von Gustav Mahler, den skandinavischen Komponisten sowie bei Frank Martins Jedermann-Monologen und Zemlinskys Lyrischer Sinfonie.
Skovhus ist verheiratet und hat eine Tochter.

## Ehrungen und Auszeichnungen
- 1997 wurde dem Künstler der Titel eines österreichischen Kammersängers (Ks) verliehen.
- 1998 erhielt er die Wiener Flötenuhr
- 2015 Österreichischer Musiktheaterpreis – „Goldener Schikaneder“ in der Kategorie „Beste männliche Nebenrolle“ für die Rolle des Nick Shadow in The Rake’s Progress am Theater an der Wien[2]

## Diskografie
CD-Veröffentlichungen
- 1993 Wolf/Korngold: Lieder – Sony SK57969
- 1994 Schubert Schwanengesang – Sony SK66835
- 1996 The Heart of the Poet (Lieder von Robert und Clara Schumann) – Sony SK62372
- 1997 Schubert: Die schöne Müllerin – Sony SK63075
- 2002 Mahler: Des Knaben Wunderhorn (mit Anna Larsson) – DR DRS1
- 2003 Songs by the Sea – (nordische Lieder von Grieg, Stenhammar, Carl Nielsen, Ture Rangström)- Chandos CHAN10249
- 2006 Paul von Klenau: Die Weise von Liebe und Tod – Dacapo 6220532
- 2009 Schubert & Schumann: Leise flehen meine Lieder – Sony 88697451132
- 2011 Hermann von Waltershausen: Oberst Chabert – cpo 777 619-2
- 2011: Nacht der Träume. Orchesterlieder von Louis Spohr, Ludwig van Beethoven, Hugo Wolf u. a.- Crystal Classics N 67 062
- 2012: Hans Sommer: Orchesterlieder – Tudor 7178

DVD-Veröffentlichungen
- 1996 Franz Lehár: Die lustige Witwe (Danilo), San Francisco Opera – Opus Arte,
- 2006 Franz Lehár: Der Graf von Luxemburg (Titelrolle), Theater an der Wien – cpo 777194-2
- 2006 Wolfgang Amadeus Mozart: Le nozze di Figaro (Graf Almaviva), Salzburger Festspiele – DG 0734245
- 2007 Richard Wagner: Tristan und Isolde (Kurwenal), Glyndebourne Festival – Opus Arte, OA0988D
- 2015 Aribert Reimann: Lear (Titelrolle), Staatsoper Hamburg – Arthaus 109063